# Род Лејвер
Родни „Род” Џорџ Лејвер (енгл. Rodney „Rod“ George Laver; 9. август 1938) је бивши аустралијски тенисер који је био светски број 1. седам узастопних година, од 1964. до 1970.
Једини је тенисер који је двапут освојио све четири гренд слем титуле исте године, 1962. као аматер и 1969. као професионалац. Једини је у мушком тенису који је у епохи отворених првенстава, након 1968, освојио сва четири гренд слем турнира исте године, и то два пута. Лејвер је био најбољи светски професионални играч током петогодишњег периода када је био искључен из гренд слем турнира.
Род Лејвер је други и посљедњи мушки тенисер који је све велике наслове освојио двапут у каријери. Пре њега то су постигли само Рој Емерсон и Маргарет Корт. Лејвер се, уопштено, сматра за једног од највећих тенисера свих времена. Један је од петорице тенисера у Опен ери који су освојили гренд слем каријере.
Лејверов куп турнир и Род Лејверова арена су именовани по њему.

## Лични живот
Родни Џорџ Лејвер је рођен у Рокхемптону у Квинсленду, Аустралија, 9. августа 1938. Он је био треће од четворо деце Роја Лејвера, сточара и месара, и његове супруге Мелбе Рофеј.
Лејвер се у својој 27. години оженио 1966. године са Мери Бенсон у Сан Рафаелу у Калифорнији. Рођена као Мери Шелби Питерсон у Илиноису, она је била разведена са троје деце. Након венчања, група познатих тенисера, међу којима су били Лју Хоуд, Кен Роузвол, Род Лејвер, Мал Андерсон и Бари Макај, стајала је испред цркве са подигнутим тениским рекетима који су младенцима чинили лучни пролаз. Лејвер и Мери имали су сина, и породица је живела на различитим локацијама у Калифорнији, укључујући Ранчо Мираж, Корона дел Мар, ранч у близини Санта Барбаре и Карлсбада. Мери Лејвер је умрла у новембру 2012. у 84. години у њиховој кући у Карлсбаду.

## Временска линија извођења
| P | F | PF | ČF | #K | GF | KV | N | NO |

Лејвер се придружио професионалном тениском кругу 1963. и као последица тога било му је забрањено да се такмичи на аматерским гренд слемовима до почетка Опен ере на Отвореном првенству Француске 1968. године.
| Турнир                           | Аматерска каријера | Аматерска каријера | Аматерска каријера | Аматерска каријера | Аматерска каријера | Аматерска каријера | Аматерска каријера | Професионална каријера | Професионална каријера | Професионална каријера | Професионална каријера | Професионална каријера | Опен каријера | Опен каријера | Опен каријера | Опен каријера | Опен каријера | Опен каријера | Опен каријера | Опен каријера | Опен каријера | Опен каријера |
| Турнир                           | '56                | '57                | '58                | '59                | '60                | '61                | '62                | '63                    | '64                    | '65                    | '66                    | '67                    | '68           | '69           | '70           | '71           | '72           | '73           | '74           | '75           | '76           | '77           |
| -------------------------------- | ------------------ | ------------------ | ------------------ | ------------------ | ------------------ | ------------------ | ------------------ | ---------------------- | ---------------------- | ---------------------- | ---------------------- | ---------------------- | ------------- | ------------- | ------------- | ------------- | ------------- | ------------- | ------------- | ------------- | ------------- | ------------- |
| align=left \| Гренд слем турнири |                    |                    |                    |                    |                    |                    |                    |                        |                        |                        |                        |                        |               |               |               |               |               |               |               |               |               |               |
| Отворено првенство Аустралије    | 1R                 | 1R                 | 2R                 | 3R                 | W                  | F                  | W                  | A                      | A                      | A                      | A                      | A                      | A             | W             | A             | 3R            | A             | A             | A             | A             | A             | A             |
| Отворено првенство Француске     | 1R                 | A                  | 2R                 | 3R                 | 3R                 | SF                 | W                  | A                      | A                      | A                      | A                      | A                      | F             | W             | A             | A             | A             | A             | A             | A             | A             | A             |
| Отворено првенство Енглеске      | 1R                 | A                  | 3R                 | F                  | F                  | W                  | W                  | A                      | A                      | A                      | A                      | A                      | W             | W             | 4R            | QF            | A             | A             | A             | A             | A             | 2R            |
| Отворено првенство САД           | 1R                 | A                  | 4R                 | QF                 | F                  | F                  | W                  | A                      | A                      | A                      | A                      | A                      | 4R            | W             | 4R            | A             | 4R            | 3R            | A             | 4R            | A             | A             |
| align=left \| Про слем турнири   |                    |                    |                    |                    |                    |                    |                    |                        |                        |                        |                        |                        |               |               |               |               |               |               |               |               |               |               |
| У.С. Про                         | A                  | A                  | A                  | A                  | A                  | A                  | A                  | F                      | W                      | F                      | W                      | W                      | није главни   | није главни   | није главни   | није главни   | није главни   | није главни   | није главни   | није главни   | није главни   | није главни   |
| Француски Про                    | A                  | A                  | A                  | A                  | A                  | A                  | A                  | F                      | F                      | F                      | F                      | W                      | није главни   | није главни   | није главни   | није главни   | није главни   | није главни   | није главни   | није главни   | није главни   | није главни   |
| Вембли Про                       | A                  | A                  | A                  | A                  | A                  | A                  | A                  | QF                     | W                      | W                      | W                      | W                      | није главни   | није главни   | није главни   | није главни   | није главни   | није главни   | није главни   | није главни   | није главни   | није главни   |